# Trichocera bituberculata
Trichocera bituberculata är en tvåvingeart som beskrevs av Alexander 1924. Trichocera bituberculata ingår i släktet Trichocera och familjen vintermyggor. Inga underarter finns listade i Catalogue of Life.